# Zieria furfuracea
Zieria furfuracea är en vinruteväxtart. Zieria furfuracea ingår i släktet Zieria och familjen vinruteväxter.

## Underarter
Arten delas in i följande underarter:
- Z. f. euthadenia
- Z. f. furfuracea
- Z. f. gymnocarpa